# スーパーマリン
スーパーマリン・エイヴィエーション・ワークス（Supermarine Aviation Works）は、かつて存在したイギリスの航空機メーカー。第二次世界大戦時のイギリス空軍の主力戦闘機、スピットファイアを製造したことで知られる。

## 沿革

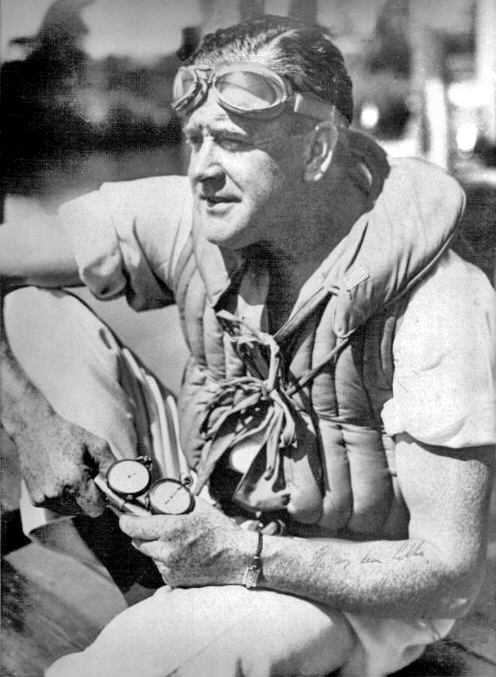
ヒューバート・スコット＝ペイン

1912年、飛行家ノエル・ペンバートン・ビリングは、輸送手段として飛行能力を持つボートの製造を夢見て、サウサンプトンのウールストンにあるイッチェン川沿いの土地を購入、翌1913年に「ペンバートン・ビリング社（Pemberton-Billing）」を設立。1914年に最初の飛行機である単座飛行艇、P.B.1を制作したが、飛行はできなかった。第一次世界大戦の勃発により、ビリングは単座戦闘機P.B.9を製作、8月に飛行に成功したが、量産発注は受けられなかった。1916年、ビリングは国会議員選挙に出馬するため、会社をヒューバート・スコット＝ペインに譲渡し、社名を「スーパーマリン・アヴィエーション・ワークス社（Supermarine Aviation Works, Ltd）」に改めた。これはビリングが会社を設立した時の電信アドレスに由来し、「海（marine）を超越（super-）する」を意味する。大戦中は、飛行機の修理や海軍の実験を主に行ったが、1916年に製作したAD飛行艇は27機量産され、イギリス海軍ほか海外にも輸出された。他に推進式戦闘機の設計も行っており、ドイツ帝国軍のツェッペリン飛行船を迎撃する目的で、四葉戦闘機ナイトホークも設計したが、1機のみの試作に終わっている。1917年にレジナルド・ジョセフ・ミッチェルが入社、間もなく社内で頭角を現し、20年代以降の製品の設計の大半を担うことになる。
大戦後、スーパーマリン社は水上機のスピード・レースであるシュナイダー・トロフィー・レースに意欲的に参戦した。1922年に前作シーライオンIの改良型であるシーライオンIIを開発し、初優勝を飾った。シーライオンIIはペインとミッチェルが共同開発した。しかし、ミッチェルの設計として有名なのは、Sシリーズである。1927年のS.5、1929年のS.6、1931年のS.6Bと3年連続で優勝し、イギリスにトロフィーの永久保持権利をもたらした。1925年から70機がイギリス空軍に就役したサウサンプトンや、その後継機であるスカパ、第二次世界大戦直前まで使用されたストランレア、ウォーラスといった飛行艇が代表作である。1928年、大兵器企業ヴィッカーズ・アームストロング社が株の大半を取得、傘下に入り、社名は「スーパーマリン・アヴィエーション・ワークス（ヴィッカーズ）社（Supermarine Aviation Works (Vickers) Ltd）」に変更された。以降の製造された機体には「ヴィッカーズ・スーパーマリン（Vickers Supermarine）」の社名が刻印された。
1931年、イギリス空軍はガントレットに代わる次期主力戦闘機の仕様書F.7/30を提示、スーパーマリン社はこれに応じ、単葉固定脚のタイプ224を制作するも、エンジンや機体の飛行性能は悪く、不採用となった。1934年にはF.37/34が提示され、スーパーマリン社は挽回のため、タイプ224を大幅に改良した単葉全金属製引き込み脚機「タイプ300」でこれに応募した。主任設計士のミッチェルは設計中から癌に侵されていたが、ナチス・ドイツの台頭に脅威と使命感を覚え、自らの命を削る覚悟で同機の設計と改修を行った。原型1号機（シリアルナンバーK5054）は1936年3月5日に初飛行し、同じマーリンエンジンを搭載し4ヶ月前に初飛行したホーカー社のハリケーンを、最大速度で60km/hも上回る570km/hを記録するなどのすばらしい性能を発揮し、テストパイロットをして「これ以上何も付け加えなくていい」と言わしめたほどであった。タイプ300は6月3日に正式採用され、310機の量産発注を得、タイプ224のあだ名から「スピットファイア」と命名された。しかし、ミッチェルは量産第1号機の完成を見ることなく、1937年12月に42歳で死去した。1938年にヴィッカーズ・アームストロング社傘下の航空機会社が統合され、「ヴィッカーズ・アームストロング（エアクラフト）社（Vickers-Armstrongs (Aircraft) Ltd.）」となり、単体の企業としては消滅したが、この後も製品にはスーパーマリンのブランド名を使用し続けた。
スピットファイアは第二次世界大戦序盤のバトル・オブ・ブリテンで、ハリケーンなどと共にドイツ空軍の猛攻を跳ね返し、「救国戦闘機」としてその名を馳せ、大戦を通して改良を加えながら、イギリス空軍の主力戦闘機として運用された。空軍だけでなくイギリス海軍航空隊の艦上戦闘機「シーファイア」としても使用された。最終型であるシーファイアMk.47は朝鮮戦争にも出動している。しかし、後継機として開発されたスパイトフルとその海軍型シーファングは正式採用されることなく終わった。
戦後は、スパイトフルの主翼を流用した珍しい尾輪式のジェット艦上戦闘攻撃機アタッカー、短い生涯を通じてトラブルに悩まされ続けた後退翼ジェット戦闘機スイフト、亜音速艦上ジェット戦闘攻撃機シミターを製造した後、1960年に他の航空機メーカーと共にBACに統合され、スーパーマリンのブランド名は消滅した。

## 機体一覧
- スーパーマリン ナイトホーク (1917) : 双発四葉迎撃機
- スーパーマリン ベイビー (1917) : 飛行艇
- スーパーマリン シーライオン (1919) : レーシング飛行艇
- スーパーマリン シーガル (初代) (1921) : 水陸両用観測機
- スーパーマリン サザンプトン (1925) : 飛行艇
- スーパーマリン S.4 (1925) : レーシング水上機
- スーパーマリン S.5 (1927) : レーシング水上機
- スーパーマリン スカパ (1932) : 飛行艇
- スーパーマリン ストランレア (1932) : 汎用飛行艇
- スーパーマリン ウォーラス (1933) : 水陸両用偵察機
- スーパーマリン スピットファイア (1936)
- スーパーマリン シーファイア
- スーパーマリン シーオッター (1938)
- スーパーマリン スパイトフル (1944)
- スーパーマリン シーファング (1946)
- スーパーマリン アタッカー (1946)
- スーパーマリン シーアタッカー
- スーパーマリン シーガル (2代) (1948)
- スーパーマリン スイフト (1948)
- スーパーマリン シミター (1956)
- スーパーマリン タイプ576 超音速シミター